# Propleopus
 (octobre 2015).
Si vous disposez d'ouvrages ou d'articles de référence ou si vous connaissez des sites web de qualité traitant du thème abordé ici, merci de compléter l'article en donnant les références utiles à sa vérifiabilité et en les liant à la section « Notes et références ».
Genre
Propleopus est un genre éteint de marsupiaux qui vivaient en Australie durant le Pliocène et le Pléistocène.

## Systématique
Le genre Propleopus a été créé en 1924 par le paléontologue australien Albert Heber Longman (d) (1880-1954), avec comme espèce type Triclis oscillans De Vis, 1888, rebaptisée Propleopus oscillans.

## Liste d'espèces
Selon Paleobiology Database (10 juin 2022) :
- † Propleopus chillagoensis Archer et al., 1978
- † Propleopus oscillans De Vis, 1888
- † Propleopus wellingtonensis Archer & Flannery 1985

L'espèce type (Propleopus oscillans) mesurait 1,3 m de long et se nourrissait de cadavres d'animaux. Malgré sa taille, elle aurait pu être, d'après les paléontologues, une proie facile pour les aborigènes d'Australie et le lézard géant Megalania prisca.

## Chronologie
Le genre Propleopus a vécu du Pliocène au  Pléistocène. Il est apparu il y a environ 4,3 millions d'années et a disparu il y a environ 55 000 ans, peu après l'arrivée des premiers Homo sapiens en Australie.

## Phylogénie
Ce genre était assez proche de l’actuel kangourou-rat musqué (Hypsiprymnodon moschatus). Il est donc probable que Propleopus ait été omnivore, contrairement à la plupart des autres espèces de kangourous. L'animal était apparenté à Ekaltadeta, un autre Propleopinae.

## Publication originale
- (en) Heber A. Longman, « Some Queensland Fossil Vertebrates », Memoirs of the Queensland Museum, Brisbane, Queensland Museum (d), vol. 8,‎ 1924, p. 16-28 (ISSN 0079-8835 et 2204-1478, OCLC 1362342, 985513980 et 606437228, lire en ligne).